# Cristo in pietà (Filippo Lippi Verona)
Il Cristo in pietà è un'opera di Filippo Lippi, tempera su tavola (21x35 cm), conservata nel Museo di Castelvecchio a Verona e databile al 1432-1437 circa.

## Storia
L'opera, facente parte di una predella come formella centrale, venne attribuita al Lippi per la prima volta da Carlo Volpe nel 1956, dopo essere stata in precedenza assegnata a Jacopo Bellini. La tavoletta è stata datata al soggiorno padovano dell'artista (1432-1437), del quale resta una delle rare testimonianze pervenuteci.

## Descrizione e stile
L'iconografia del Cristo è tradizionale, raffigurato mentre si leva dal sepolcro con le braccia aperte a compasso e mostra i segni della Passione. Le notazioni naturalistiche del corpo rivelano la mano di un maestro, così come il forte chiaroscuro che modella la muscolatura, o gli accorgimenti spaziali, come le mani per metà dentro il sepolcro per dare maggiore profondità alla scena.
Lo sfondo è un paesaggio montano punteggiato da alberelli.